# Engerhafer Liturgie
Die Engerhafer Liturgie von 1583 war eine lutherische Gottesdienstordnung in Ostfriesland.

## Geschichtliche Situation
Nachdem in den Jahren 1579/80 Versuche, die lutherischen und die reformierten Fraktionen der ostfriesischen Landeskirche zusammenzuführen – besonders durch das Religionsgespräch zu Berum –, gescheitert waren, zerfiel diese im Jahr 1583 in einen lutherischen und einen reformierten Teil: So hob der lutherische Graf Edzard II. 1583 den Coetus der reformierten Prediger Ostfrieslands auf und sein Hofprediger, Johannes Ligarius schuf eine neue lutherische Liturgie, deren Einführung in den Gemeinden Osteel, Siegelsum und vor allem Engerhafe, wo sie noch bis 1901 gebraucht wurde, bezeugt ist.

## Inhalt
Die Engerhafer Liturgie soll vier Formulare für Taufe, Abendmahl, Trauung und Krankenvisitation umfasst haben, wobei lediglich die beiden ersteren noch überliefert sind.
Der Abendmahlsgottesdienst:
Nach der Engerhafer Liturgie soll der Abendmahlsgottesdienst folgendermaßen aufgebaut sein:
1. Sursum Corda: „Erhebt eure Herzen zu Gott, liebe Brüdern und Schwestern, und lasst uns mit dem 111. Psalm fröhlich lobsagen.“[Zit. 1]
2. Präfation: Rezitation des 111. Psalms
3. Danach spricht der Pastor: „Dieses aber ist, die heilsame Stiftung Gottes, darüber wir ihm so fröhlich Dank sagen.“[Zit. 2]
4. Einsetzungsbericht: „Unser Herr Jesus Christus …“
5. Gesang: „O Lamm Gottes unschuldig …“[Zit. 3]
6. „Vermahnung“ der Kommunikanten[Zit. 4]
7. Ein zweites Mal wird „O Lamm Gottes unschuldig …“ gesungen.[Zit. 5]
8. Die Gemeinde kniet zum Gebet des Pastors um „würdigen Sakramentsempfang“ nieder:[Zit. 6]
9. Herrengebet
10. Absolution
11. Erneuter Gesang: „O Lamm Gottes unschuldig …“
12. Austeilung mit Spendenformeln, bei Gesang von Psalm 23
13. Vermahnung
14. Dankgebet
15. Gebet für die Lehre (Lesung von Joh 15,1ff. EU)
16. Segen

## Originalzitate
1. ↑  „Erhebet eure herzen zu Gott, lieben bruder und schwester, und lasset unß mit dem CXI. psalm fröhlich lobsagen.“
2. ↑  „Recitato psalmo dicat sacerdos: Diß ist aber die heylsame stiftung Gottes darüber wir ihm so fröhlich danksaget“
3. ↑  „Canatur O lam Gottes unschuldig etc.“
4. ↑  „Deinde exhortantur communicantes hoc modo: […]“
5. ↑  „Canatur secundo O lam Gottes etc.“
6. ↑  „Et dicat sacerdos: Kniet nieder, geliebte im Herrn, erhebet eure herzen zu Gott und laßet uns andächtig beten. […]“